# Pięciobój nowoczesny na Igrzyskach Panamerykańskich 2007
Pięciobój nowoczesny na Igrzyskach Panamerykańskich 2007 odbywał się w dniach 23–24 lipca w kompleksie sportowym Deodoro w Rio de Janeiro.

## Medaliści

### Mężczyźni
| Medal | Zawodnik         | Strzelectwo    | Szermierka       | pływanie           | Jeździectwo      | Biegi               | Łącznie  |
| ----- | ---------------- | -------------- | ---------------- | ------------------ | ---------------- | ------------------- | -------- |
|       | Eli Bremer       | 168 (952 pkt)  | 25-15 (940 pkt)  | 2:05.63 (1296 pkt) | 70.07 (1144 pkt) | 9:48.50 (1048 pkt)  | 5380 pkt |
|       | Yaniel Velazquez | 182 (1120 pkt) | 24-16 (920 pts)  | 2:12.80 (1208 pkt) | 92.82 (1024 pkt) | 9:42.55 (1072 pkt)  | 5344 pkt |
|       | Joshua Riker-Fox | 177 (1060 pkt) | 28-12 (1000 pkt) | 2:14.37 (1188 pkt) | 77.63 (1080 pkt) | 10:00.25 (1000 pkt) | 5328 pkt |

### Kobiety
| Medal | Zawodniczka    | Strzelectwo    | Szermierka      | pływanie           | Jeździectwo      | Biegi               | Łącznie  |
| ----- | -------------- | -------------- | --------------- | ------------------ | ---------------- | ------------------- | -------- |
|       | Yane Marques   | 174 (1024 pkt) | 24-2 (1216 pkt) | 2:14.72 (1304 pkt) | 74.42 (1032 pkt) | 11:43.01 (908 pkt)  | 5484 pkt |
|       | Monica Pinette | 176 (1048 pkt) | 17-9 (964 pkt)  | 2:30.85 (1112 pkt) | 68.59 (1116 pkt) | 11:08.75 (1048 pkt) | 5288 pkt |
|       | Mickelle Kelly | 170 (976 pkt)  | 12-14 (784 pkt) | 2:26.75 (1160 pkt) | 68.25 (1144 pkt) | 10:33.55 (1188 pkt) | 5252 pkt |

## Tabela medalowa
| Poz.    | Państwo           |   |   |   | Łącznie |
| ------- | ----------------- | - | - | - | ------- |
| 1       | Stany Zjednoczone | 1 | 0 | 1 | 2       |
| 2       | Brazylia          | 1 | 0 | 0 | 1       |
| 3       | Kanada            | 0 | 1 | 1 | 2       |
| 4       | Kuba              | 0 | 1 | 0 | 1       |
| Łącznie | Łącznie           | 2 | 2 | 2 | 6       |